# Kulikovo (Oblast' di Arcangelo)
Kulikovo (in lingua russa Куликово) è una località situata in Russia, nell'Oblast' di Arcangelo, più precisamente nel Krasnoborskij rajon.